# Simetrija CPT
Simetrija CPT pomeni simetrijo (obnašanje) fizikalnih količin oziroma fizikalnih zakonov pri transformacijah, ki jih sestavljajo tri operacije: sprememba naboja (oznaka C), zrcaljenje (oznaka P) in obrat časa (oznaka T). To pomeni, da se spremeni delec v njegov antidelec (sprememba naboja) in se nastala situacija zrcali (se spremeni predznak vsem trem koordinatam) preko neke točke in se obrne smer časa.
Simetrijo CPT včasih imenujejo tudi izrek CPT. To je povezava med Lorentzevo in CPT-simetrijo.

## Zgodovina
V poznih 50. letih dvajsetega stoletja so odkrili, da narava v šibkih interakcijah krši simetrijo P. Do takrat se je verjelo, da je narava simetrična v odnosu do naboja, parnosti in časa, če se izvede transformacijo vsakega posebej. Znana pa je bila že kršitev simetrije C. Nato se je verjelo, da se v vseh fizikalnih pojavih ohranja simetrija CP. Pokazalo se je, da tudi to ne velja vedno. Prvič se je izrek CPT pojavil v delu ameriškega fizika Juliana Seymourja Schwingerja (1918–1994) v letu 1951, da bi preizkusil povezavo med spinom in statistiko delcev.

## Kršitev simetrije CPT
Leta 2002 je ameriški fizik Oscar Wallace Greenberg pokazal, da kršitev simetrije CPT vključuje tudi kršitev Lorentzeve simetrije. To pomeni, da sistemi, ki vsebujejo Lorentzevo simetrijo, morajo vsebovati tudi simetrijo CPT.

## Posledice
Uporaba simetrije CPT vključuje tudi zrcalno vesolje krajevnega Vesolja. To vesolje bi nastalo tako, da bi se krajevno Vesolje zrcalilo na neki navidezni ravnini (parnost), vse gibalne količine bi bile obrnjene (obrat časa), vsa snov pa bi se zamenjala z antimaterijo (obratni naboj). V takšnem vesolju bi bili fizikalni zakoni popolnima enaki zakonom, ki veljajo v krajevnem Vesolju. Tranformacija CPT bi krajevno Vesolje pretvorila v zrcalno vesolje in obratno. Izgleda, da je simetrija CPT osnovna značilnost fizikalnih zakonov.